# Рибежно (присілок)
Рибежно (рос. Рыбежно) — присілок у Волховському районі Ленінградської області Російської Федерації.
Населення становить 18 осіб. Належить до муніципального утворення Паське сільське поселення.

## Історія
Згідно із законом № 56-оз від 6 вересня 2004 року належить до муніципального утворення Паське сільське поселення.

## Населення
| 1838 | 1862 | 1997 | 2007 | 2010 | 2012 | 2017 |
| ---- | ---- | ---- | ---- | ---- | ---- | ---- |
| 145  | ↘111 | ↘26  | ↘16  | ↘15  | ↗19  | ↘18  |